# Cleotera
Cleotera (en grec antic Κλεοθήρα) era, segons la mitologia grega, una de les filles de Pandàreu i Harmòtoe, germana d'Aèdon i Mèrope. Homer explica la seva història a l'Odissea.
De molt petites van perdre els seus pares i les tres germanes van ser educades per Afrodita, Hera, Àrtemis i Atena. Afrodita els va portar menjar, Hera els va donar bellesa i saviesa, Àrtemis, elegància i Atena, habilitat manual. Aèdon, la més gran, es va casar amb Zetos, però les altres dues, quan estaven a punt d'acabar la seva educació i Afrodita va pujar a l'Olimp per demanar a Zeus uns marits apropiats per elles, les Harpies van raptar-les i les van donar com a esclaves a les Erínies, a l'Hades.